# Longue Marche 5

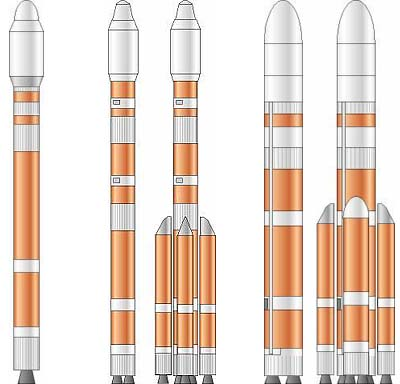
Les lanceurs Longue Marche 7 et Longue Marche 5 (à droite) : le corps des fusées présentées a un diamètre compris entre 3.35 m et 5 m.

La fusée Longue Marche 5 (LM-5, CZ-5 ou encore Chang Zheng 5 ; en chinois : 长征五号 ; pinyin : Chángzhēng wǔ hào) est un lanceur lourd chinois capable de placer une charge utile de 25 tonnes en orbite basse (en version CZ-5B) et de 13 tonnes en orbite de transfert géostationnaire. Avec la fusée légère Longue Marche 6 et les fusées de moyenne puissance Longue Marche 7 et 8, la CZ-5 fait partie de la nouvelle génération de fusées chinoises développées dans le but de compléter et à terme remplacer la famille des lanceurs Longue Marche 2, 3 et 4 héritée des débuts du programme spatial chinois.
La CZ-5 utilise de nouveaux moteurs performants et brûlant un mélange semi-cryogénique kérosène / oxygène liquide, ce qui permet à la Chine de disposer d'un lanceur lourd comparable à ceux des autres grandes puissances spatiales. Cette fusée doit jouer un rôle central dans le programme spatial du pays en permettant notamment l'assemblage de la future station spatiale chinoise, des missions ambitieuses d'exploration du système solaire ainsi que les versions les plus lourdes de ses satellites de télécommunications.
Le premier vol du lanceur a lieu le 3 novembre 2016 et est un succès. La fusée a décollé depuis la nouvelle base de lancement de Wenchang construite notamment pour son usage et située dans l'île de Hainan dans le sud-ouest de la Chine. Le deuxième tir le 2 juillet 2017 est un échec, victime d'une défaillance du premier étage, ce qui provoque une interruption des vols de deux ans. Le lanceur reprend du service le 27 décembre 2019 avec succès, la version CZ-5B optimisée pour l'envoi de charge lourde en orbite basse réalise son premier vol le 5 mai 2020.

## Historique

### Remplacement de lanceurs obsolètes et d'une capacité limitée
Au début des années 2000, la Chine utilise toujours sa première génération des lanceurs (Longue Marche 2, 3 et 4) dérivés du missile balistique intercontinental DF-5. Peu performants par rapport aux lanceurs des autres nations spatiales, ceux-ci utilisent des ergols UDMH/N2O4 toxiques et coûteux qui sont en voie de bannissement partout dans le monde. Avec ses lanceurs, la Chine peut placer en orbite basse des engins spatiaux d'une masse maximale de 10 tonnes environ : il manque un lanceur lourd capable de répondre aux besoins de son programme spatial en pleine expansion. Celui-ci nécessite désormais de placer en orbite géostationnaire des satellites de télécommunications lourds, de lancer des missions d'exploration du système solaire ambitieuses (mission de retour d'échantillon lunaire, rover martien) et d'assembler des composants de la station spatiale chinoise dont la masse unitaire approche les 20 tonnes. Pour répondre à ces besoins, le développement d'une nouvelle famille de lanceurs baptisée Longue Marche 5 et comprenant notamment un lanceur lourd est annoncé par le gouvernement chinois en février 2001 avec comme objectif un premier lancement en 2008. Mais les moyens financiers correspondant ne sont débloqués qu'en 2007.

### Construction de l'usine de Tianjin
La construction d'une usine destinée à la fabrication de cette nouvelle famille de lanceurs démarre en octobre 2007. Le site retenu est situé non loin des installations portuaires de la ville côtière de Tianjin pour faciliter le transport des composants des lanceurs jusqu'à la base de lancement de Wenchang dans l'île de Hainan dont la construction est lancée en parallèle. Cette implantation permet d'utiliser la voie maritime pour le transport des étages de 5,2 mètres de diamètre dont l'encombrement est incompatible avec le gabarit autorisé par la voie ferrée. Deux navires de transport d’un déplacement pleine charge de 9 080 tonnes chacun, Yuan Wang-22 et Yuan Wang-23, ont été construits à cet effet.
La nouvelle usine, dont le coût est estimé à 650 millions de dollars américains, a une superficie totale de 500 000 m2. La première tranche est achevée en 2009.

### Construction de la base de lancement de Wenchang
La construction de la base de lancement de Wenchang qui a débuté en 2009 s'achève en 2014. La base comprend deux pas de tir : l'un est destiné à la Longue Marche 5 et l'autre au lanceur moyen Longue Marche 7. Ce dernier inaugure les installations avec un premier vol réussi qui intervient le 25 juin 2016.

### Développement du lanceur et vol inaugural
Le développement des moteurs du nouveau lanceur débute en 2001 et les tests au banc d'essais lancés en 2005 s'achèvent mi-2007. Le premier lancement de la CZ-5 reporté à plusieurs reprises est finalement fixé à début novembre 2016. Une maquette du lanceur Longue Marche 5 arrive sur la base en septembre 2015 pour mettre au point les installations de lancement. À la fin août 2016, le premier lanceur prêt pour le vol est acheminé par voie maritime depuis l'usine de Tanjin. Le vol inaugural a lieu le 3 novembre 2016.

## La deuxième génération des lanceursLongue Marche
Lors du lancement du projet de lanceur Longue Marche 5, celui-ci doit être développé dans plusieurs versions dont la capacité d'emport s'échelonne entre 10 tonnes et 25 tonnes en orbite basse et entre 6 tonnes à 14 tonnes en orbite de transfert géostationnaire. Toutes les versions partagent de nombreux composants communs comme les moteurs ou les étages. Tout en conservant le principe des composants communs, les différentes versions de lanceurs de cette famille ont reçu par la suite des désignations différentes et la Longue Marche 5 ne désigne plus désormais que la version lourde de cette deuxième génération de lanceurs Longue Marche. Les autres membres de cette famille sont les lanceurs Longue Marche 6 (lanceur léger) et Longue Marche 7 (lanceur moyen),.
| Composant                   | Origine                     | Longue Marche 5       | Longue Marche 6 | Longue Marche 7                     |
| --------------------------- | --------------------------- | --------------------- | --------------- | ----------------------------------- |
| Charge utile orbite basse : | Charge utile orbite basse : | 25 tonnes (CZ-5B)     | 1,5 tonne       | 13,5 tonnes                         |
| Moteur YF-100               | Nouveau                     | Propulseurs d'appoint | 1er étage       | - Propulseurs d'appoint - 1er étage |
| Moteur YF-115               | Nouveau                     | -                     | 2e étage        | étage supérieur                     |
| Moteur YF-75                | Longue Marche 3             | 2e étage              | -               | -                                   |

## Versions
Le lanceur lourd Longue Marche 5 est décliné en deux versions. La version de base (CZ-5) comporte deux étages centraux et quatre propulseurs d'appoint ; elle sera utilisée pour desservir l'orbite héliosynchrone et les orbites hautes. La version CZ-5B se différencie par l'absence de second étage : elle est utilisée pour placer en orbite basse des charges utiles lourdes pouvant aller jusqu'à 23 tonnes. La fusée est conçue pour un taux de fiabilité de 98 % (les fusées chinoises actuelles ont un taux de 91 %).

## Caractéristiques techniques
|                   |       |         | Charge utile | Charge utile |
| Lanceur           | Masse | Hauteur | Orbite basse | Orbite GTO   |
| ----------------- | ----- | ------- | ------------ | ------------ |
| Longue Marche 5   | 867 t | 57 m    | 25 t (CZ-5B) | 14 t         |
| Ariane 5 ECA      | 777 t | 53 m    | 21 t         | 10,5 t       |
| Atlas V 551       | 587 t | 62 m    | 18,5 t       | 8,7 t        |
| Delta IV Heavy    | 733 t | 71 m    | 29 t         | 14,2 t       |
| Falcon 9 FT       | 549 t | 70 m    | 23 t         | 8,3 t        |
| Proton-M/Briz-M   | 713 t | 58,2 m  | 22 t         | 6 t          |
| Angara A-5/Briz-M | 773 t | 55,4 m  | 24,5 t       | 5,4 t        |
| H-IIB             | 531 t | 56,6 m  | 19 t         | 8 t          |

La version de base CZ-5 comprend deux étages centraux d'un diamètre de 5,2 mètres et quatre propulseurs d'appoint tandis que la version CZ-5B s'en distingue par l'absence de deuxième étage. Enfin la version de base peut recevoir un troisième étage. La version de base a une hauteur de 57 mètres pour une masse de 867 tonnes. La CZ-5B est haute de 53,7 mètres pour une masse de 837 tonnes.

### Premier étage
Le premier étage CZ-5-500 est haut de 33,2 mètres et a un diamètre de 5 mètres pour une masse à vide de 20 tonnes. La structure est en alliage d'aluminium. L'étage emporte 175 tonnes d'ergols et est propulsé par deux moteurs YF-77 développés pour cette génération de lanceurs qui fournissant une poussée unitaire de 510 kilonewtons au sol (700 kN dans le vide) en brûlant un mélange hydrogène liquide/oxygène liquide. Ces moteurs alimentés par turbopompe sont à combustion étagée et cycle ouvert. La pression dans la chambre de combustion est de 102 bars. Les moteurs ont une impulsion spécifique de 310 secondes au sol et de 426 secondes dans le vide. Les réservoirs qui ont des fonds séparés sont pressurisés par les gaz produits par les moteurs. La durée de la combustion de l'étage est d'environ 520 secondes.

### Propulseurs d'appoint
Le premier étage est assisté au décollage par quatre propulseurs d'appoint CZ-5-300 qui fournissent l'essentiel de la poussée. Les quatre propulseurs d'appoint ont un diamètre de 3,35 mètres et sont longs de 27.6 mètres. Leur masse à vide est de 14 tonnes et la structure est réalisée en alliage d'aluminium. Les réservoirs ont des fonds séparés. Ils sont propulsés par deux moteurs-fusées YF-100 orientables d'une poussée unitaire de 122 tonnes (environ 1 180 kN) au sol (1 340 kN dans le vide) brûlant un mélange de kérosène et d'oxygène liquide. Ce moteur dont le développement a démarré en 2010 est basé sur le moteur russe de conception très avancée (combustion étagée) RD-120 dont la Chine a acquis des exemplaires dans les années 1990. La pression dans la chambre de combustion est de 180 bars. Le moteur a une impulsion spécifique au sol de 300 secondes et dans le vide de 335 secondes. La poussée peut être modulée de 65 à 100 %. La durée de la combustion est d'environ 170 secondes. Les moteurs peuvent être orientés selon deux axes pour modifier l'axe de la poussée. Les ergols sont mis sous pression par de l'hélium.

### Deuxième étage
Le deuxième étage CZ-5-HO est haut de 11,5 mètres pour un diamètre de 5 mètres. Réalisée en alliage d'aluminium, sa structure avec les moteurs a une masse à vide est de 3,6 tonnes et l'étage emporte 26,5 tonnes d'ergols. Il utilise une version améliorée du moteur YF-75 (YF-75D) utilisé sur les lanceurs existants dont la poussée totale est de 176,52 kN. L'impulsion spécifique est de 442 secondes. Les moteurs peuvent être redémarrés plusieurs fois. Le rapport de section des tuyères est de 80. La durée de combustion totale est de 650 secondes. Les moteurs sont montés sur vérin pour l'orientation de l'étage. Durant les phases non propulsées, l'étage utilise des petits moteurs auxiliaires pour maintenir son orientation. Les réservoirs sont pressurisés par de l'hélium.

### Troisième étage YZ-2 (optionnel)
Pour placer des engins spatiaux sur une orbite haute, le modèle de base pourra utiliser un troisième étage, pouvant être rallumé au moins une fois, dérivé de l'étage Yuanzheng-1 (en) (YZ-1) utilisé par la fusée Longue Marche 3 depuis 2015. L'étage Yuanzheng-2 (YZ-2) utilise une paire de moteurs-fusées YF-50D brûlant un mélange hypergolique de UDMH et de peroxyde d'azote. Chaque moteur a une poussée de 6,5 kN et une impulsion spécifique dans le vide de 315,5 secondes.

### Coiffe

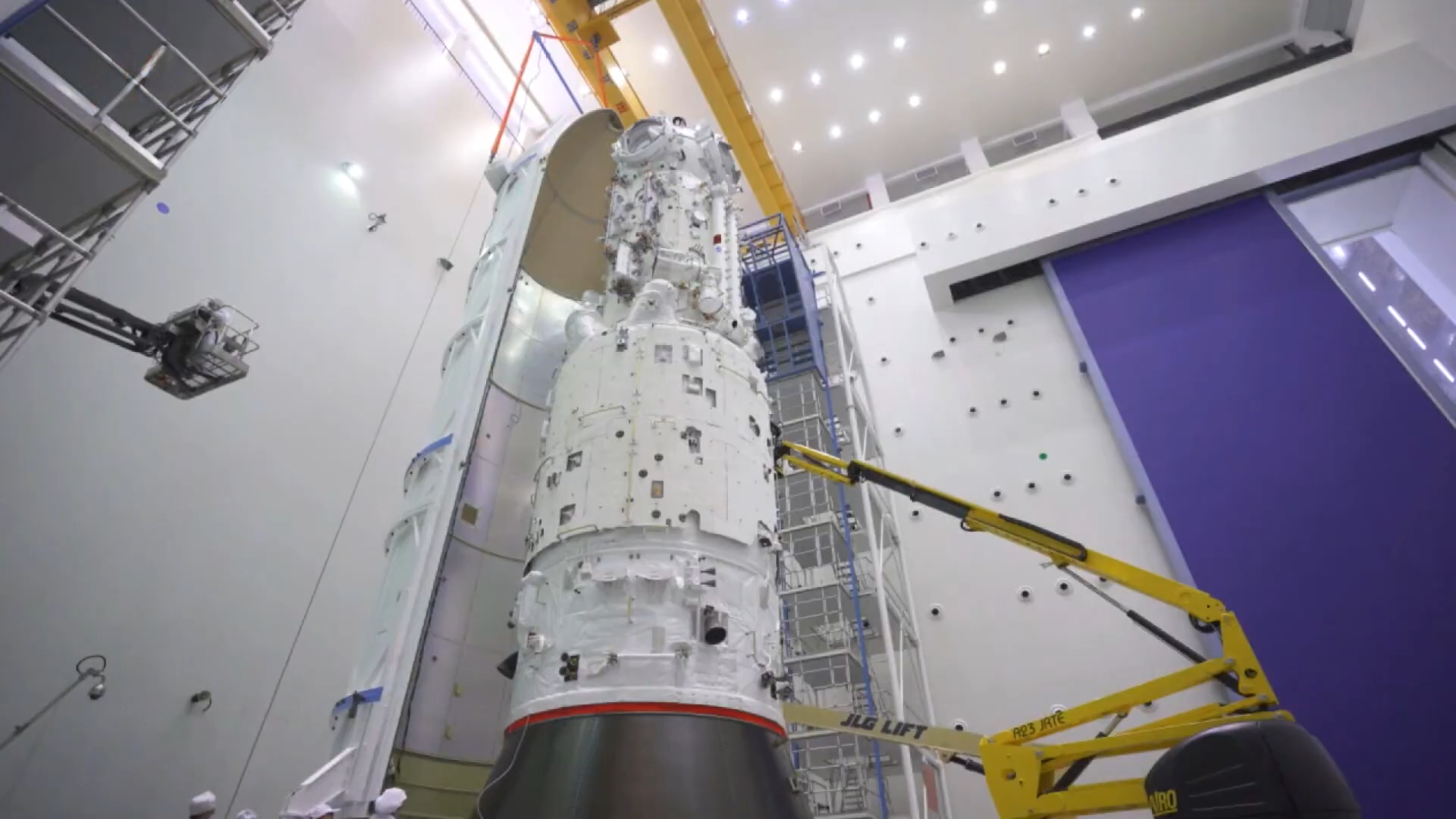
Le module Tianhe de la station spatiale chinoise dans la coiffe du lanceur avant son lancement.

Deux coiffes peuvent être utilisées. La version courte du lanceur CZ-5B utilise une version allongée de 20,5 mètres et d'un diamètre interne de 4,5 mètres (diamètre externe 5,2 mètres) qui peut être utilisée par exemple pour le lancement des modules de la station spatiale chinoise. La version de la coiffe utilisée par le modèle de base a une longueur de 12,27 mètres.
| Caractéristiques générales       |                                                                         |                                                     |                             |                             |                             |                             |
| Etages                           | 2,5                                                                     | 1,5                                                 |                             |                             |                             |                             |
| Hauteur                          | 57 m                                                                    | 53,7 m                                              |                             |                             |                             |                             |
| Diamètre                         | 5,2 m                                                                   | 5,2 m                                               |                             |                             |                             |                             |
| Masse au lancement               | 867 t                                                                   | 837 t                                               |                             |                             |                             |                             |
| Poussée                          | 10 524 kN                                                               | 10 524 kN                                           |                             |                             |                             |                             |
| Charge utile                     | orbite héliosynchrone : 15 t orbite de transfert géostationnaire : 13 t | orbite basse : 23 t                                 |                             |                             |                             |                             |
| Coiffe                           |                                                                         |                                                     |                             |                             |                             |                             |
| Hauteur                          | 12,3 m / 12,3 m                                                         | 12,3 m / 12,3 m                                     |                             |                             |                             |                             |
| Diamètre                         | 5,2 m                                                                   | 5,2 m                                               |                             |                             |                             |                             |
| Masse                            | ?                                                                       | ?                                                   |                             |                             |                             |                             |
| Propulseurs d'appoint            |                                                                         |                                                     |                             |                             |                             |                             |
| Désignation                      | CZ-5-300                                                                | CZ-5-300                                            |                             |                             |                             |                             |
| Nombre                           | 4                                                                       | 4                                                   |                             |                             |                             |                             |
| Hauteur                          | 27,6 m                                                                  | 27,6 m                                              |                             |                             |                             |                             |
| Diamètre                         | 3,35 m                                                                  | 3,35 m                                              |                             |                             |                             |                             |
| Masse totale (dont ergols)       | K-3-1 : 616 t (560 t ergols)                                            | K-3-1 : 616 t (560 t ergols)                        |                             |                             |                             |                             |
| Propulsion                       | 2 x YF-100 par propulseur (poussée totale 4 821 kN)                     | 2 x YF-100 par propulseur (poussée totale 4 821 kN) |                             |                             |                             |                             |
| Ergols                           | Kérosène et oxygène liquide                                             | Kérosène et oxygène liquide                         | Kérosène et oxygène liquide | Kérosène et oxygène liquide | Kérosène et oxygène liquide | Kérosène et oxygène liquide |
| Durée de combustion              | 170 s                                                                   | 170 s                                               |                             |                             |                             |                             |
| 1er étage                        |                                                                         |                                                     |                             |                             |                             |                             |
| Désignation                      | H-5-1                                                                   | H-5-1                                               |                             |                             |                             |                             |
| Hauteur                          | 31 m                                                                    | 31 m                                                |                             |                             |                             |                             |
| Diamètre                         | 5 m                                                                     | 5 m                                                 |                             |                             |                             |                             |
| Masse au lancement (dont ergols) | 173 t (158,6 t ergols)                                                  | 173 t (158,6 t ergols)                              |                             |                             |                             |                             |
| Propulsion                       | YF-77 x 2 (poussée totale : 1 373 kN)                                   | YF-77 x 2 (poussée totale : 1 373 kN)               |                             |                             |                             |                             |
| Ergols                           | Hydrogène et oxygène liquide                                            | Hydrogène et oxygène liquide                        |                             |                             |                             |                             |
| Durée de combustion              |                                                                         |                                                     |                             |                             |                             |                             |
| 2e étage                         |                                                                         |                                                     |                             |                             |                             |                             |
| Désignation                      | H-5-2                                                                   | -                                                   |                             |                             |                             |                             |
| Hauteur                          | 10 m                                                                    | -                                                   |                             |                             |                             |                             |
| Diamètre                         | 5 m                                                                     | -                                                   |                             |                             |                             |                             |
| Masse au lancement (dont ergols) | 29,5 t (27,5 t ergols)                                                  | -                                                   |                             |                             |                             |                             |
| Propulsion                       | YF-75D (poussée 196 kN)                                                 | -                                                   |                             |                             |                             |                             |
| Ergols                           | Hydrogène et oxygène liquide                                            | -                                                   |                             |                             |                             |                             |
| Durée de la combustion           | 600 s                                                                   | -                                                   |                             |                             |                             |                             |

## Installations de lancement
Le seul complexe de lancement du lanceur Longue Marche 5 se trouve dans la base de Wenchang inaugurée en 2014 et située dans l'île de Hainan dans le sud-ouest de la Chine. Les composants de la fusée sont transportés depuis leur site de fabrication dans des containers à grand gabarit par un cargo qui les décharge dans le petit port de Qinglan situé à Sanya à quelques dizaines de kilomètres de la base. Les différents éléments du lanceur ainsi que la charge utile sont assemblés dans le bâtiment « 501 » en position verticale à l'aide d'une grue située dans cet édifice. Le bâtiment haut de 99,4 mètres comporte 15 étages dont un en sous-sol pour permettre aux équipes d'intervenir sur le lanceur. La fusée est posée sur une plateforme mobile circulant sur deux voies ferrées écartées de 20 mètres. La plateforme comporte un mât ombilical qui comprend six bras d'alimentation en électricité, ergols, etc. situés à différentes hauteurs. Une fois l'assemblage achevé, la plateforme transporte en 2 à 3 heures le lanceur jusqu'au pas de tir 101 situé à 2,8 km du bâtiment d'assemblage,.

## Historique des vols

### Vol inaugural (3 novembre 2016)
Le vol inaugural du lanceur Longue Marche 5 eut lieu le 3 novembre 2016 : le lanceur décolle à 12 h 43 TU et la phase propulsée se déroule de manière nominale. Le lancement est effectué depuis le pas de tir de la base de lancement de Wenchang destiné au lanceur construit sur la base dans l'île de Hainan dans le sud-ouest de la Chine. Après les fusées Longue Marche 6 (lanceur léger à propulsion liquide), Longue Marche 11 (lanceur léger à propergol solide) et Longue Marche 11 (lanceur moyen), il s'agit du quatrième lanceur chinois effectuant son premier vol sur une période de 14 mois. Cette première mission du lanceur lourd est destinée à tester son fonctionnement. Elle utilise la version à deux étages coiffée de l'étage supérieur YZ-2 et emporte le satellite expérimental Shijian-17 YZ-2. L'ensemble formé par l'étage supérieur et Shijian-17 a une masse évaluée à environ 13 tonnes,,.

### Échec du second vol (2 juillet 2017)
Pour son deuxième vol qui a lieu le 2 juillet 2017, le lanceur Longue Marche 5 doit placer sur une orbite géostationnaire Shijian-18, un satellite de télécommunications expérimental de 7,5 tonnes. Celui-ci utilise pour la première fois la plateforme DFH-5 qui met en œuvre des techniques les plus avancées et constitue le plus gros satellite lancé par la Chine. 5 minutes et 47 secondes après le décollage, la vidéo retransmise par la fusée montre l'apparition d'un jet de gaz blanc qui semble résulter d'une brèche dans l'ensemble propulsif du premier étage. L'extinction de celui-ci, programmée après 465 secondes de vol, a lieu 105 secondes plus tard semblant indiquer que le système de pilotage du lanceur a tenté de compenser une insuffisance de poussée. Le second étage prend le relais mais s'éteint après seulement 3 minutes et 15 secondes, une durée beaucoup plus courte que celle programmée. Dès l'extinction du premier étage, le lanceur, dont la vitesse est insuffisante, perd de l'altitude. Le satellite ne parvient pas à se placer en orbite. La perte, selon certaines sources, serait chiffrée à 1,8 milliard de yuans (232 millions d’euros) et retardera les missions lunaires prévues. L'échec est attribué à la défaillance structurelle d'une turbopompe d'un moteur YF-77 du premier étage. L'immobilisation du lanceur a des conséquences importantes sur le calendrier de l'ambitieux programme d'exploration lunaire du pays.

### Reprise des vols (27 décembre 2019)
Après une longue interruption de plus de deux ans, le lanceur effectue un troisième vol réussi le 27 décembre 2019 en plaçant sur une orbite géostationnaire le satellite de télécommunications Shijan-20. Celui-ci inaugure une nouvelle plateforme DFH-5 disposant d'un débit en bande Ka de 70 gigabits de données par seconde et disposant d'une liaison descendante laser infrarouge allant jusqu'à 4,8 gigabits par seconde.

### Premier vol de la version5B(5 mai 2020)
Le premier vol de la version 5B a lieu le 5 mai 2020 à 10 h UTC, la CASC confirmant le succès du lancement 20 minutes après le décollage. Cette version sans deuxième étage est capable de placer plus de 22 tonnes en orbite basse et dispose d'une coiffe de 20,5 m de longueur pour 5,2 m de diamètre. La charge utile est placée en orbite 488 secondes après le décollage. Il s'agit d'un prototype du vaisseau spatial habité chinois de nouvelle génération, d'une longueur de 8,8 m et d'une masse de 21,6 tonnes. Le vaisseau réalise sept manœuvres de haussement d'orbite à l'aide de sa propre propulsion, atteignant un apogée d'environ 8 000 km, afin de tester une rentrée à grande vitesse similaire à un retour de l'orbite lunaire. Il allume une dernière fois sa propulsion le 8 mai à 5 h 21 UTC pour se désorbiter. Le module d'équipage et le module de service se séparent à 5 h 33 UTC. La vitesse lors de la rentrée atmosphérique dépasse les 9 km/s. La capsule ralentit sa descente avec trois parachutes, amortissant l'impact final avec le sol à l'aide d'airbags à 5 h 49 UTC en Mongolie Intérieure dans le désert de Dongfeng, mettant fin à la mission de 67 heures du vaisseau.
Lors du lancement, la Longue Marche 5B insère également son étage central dans une orbite elliptique de 151 par 317 km avec une inclinaison de 41 degrés. L'étage vide possède alors une masse d'environ 20 tonnes, pour une longueur de 31,7 m et un diamètre de 5 m. Le 11 mai 2020 à 15 h 33 UTC, l'étage rentre dans l'atmosphère au-dessus de l'océan Atlantique, ne provoquant aucun dégât. Quinze minutes auparavant, il survolait la ville de New York à seulement 170 km d'altitude. Un accident potentiel a donc été évité. Certains rapports indiquent toutefois que des débris sont tombés en Côte d'Ivoire,. Il s'agit du plus gros objet à effectuer une rentrée incontrôlée depuis la désintégration de la station spatiale soviétique Saliout 7 en 1991,.

### Second vol de la version5B(29 avril 2021)

Déclin d'orbite de l'étage central lors de sa rentrée atmosphérique incontrôlée. Altitude (km) en fonction du temps (UTC). Courbe rouge : apoapse (apogée) ; courbe bleue : péripapse (périgée).

Le second vol de la version 5B a lieu le 29 avril 2021 à 3 h 23 UTC. Elle emporte en orbite terrestre basse le module Tianhe, premier élément de la station spatiale chinoise d'une masse de 22 tonnes pour une longueur de 16,6 mètres et un diamètre de 4,2 mètres. Le lancement est un succès et le module s'insère dans une orbite de 370 km d'altitude et de 41,5° d'inclinaison,. Comme lors du premier vol de la Longue Marche 5B en 2020, l'étage central s'insère en orbite autour de la Terre avec sa charge utile et devient un débris spatial. Du fait de sa taille très importante et de la faible altitude de son orbite, le freinage atmosphérique provoque un déclin d'orbite le condamnant à effectuer une rentrée atmosphérique non contrôlée. L’événement suscite une importante couverture médiatique vu la taille de l'étage et l'incertitude quant au moment et à l'endroit de sa rentrée dans l'atmosphère. Des experts nuancent le danger, indiquant que la probabilité que des débris tombent sur une zone habitée est très petite, un argument repris par la diplomatie chinoise. La rentrée atmosphérique a finalement lieu le 9 mai 2021 à 4 h 15 UTC au-dessus de l'Arabie, les débris retombant dans l'Océan Indien à 4 h 24 UTC au large des Maldives,.

### Débris spatiaux
La variante Longue Marche 5B présente une particularité spécifique : son premier étage (étage central) s'insère en orbite autour de la Terre avec sa charge utile,. Comme il pèse environ 20 tonnes, et qu'il n'a actuellement pas la capacité de rentrée atmosphérique contrôlée, il devient un énorme débris spatial, capable de causer des dommages au sol lors de sa rentrée, qui survient rapidement compte tenu de sa taille très importante et de la faible altitude de son orbite. Sans modification, il est prévu que tous les lancements LEO de la Longue Marche 5B entraîneront des rentrées incontrôlées,. Ce problème ne se pose pas pour la majorité des lanceurs où ce sont les seconds étages qui sont placés en orbite. Beaucoup plus petits, ils disposent de plus en plus souvent de capacités de désorbitation (rallumage des moteurs, etc.) et brûlent dans l'atmosphère lors de leur rentrée : leur petite taille diminue d'autant plus la probabilité qu'un morceau non brûlé ne touche la surface.
Les solutions potentielles incluent le redémarrage des moteurs lors de la rentrée pour réduire la vitesse et la probabilité de collision, comme c'est le cas pour Longue Marche 2D. La Chine a également développé des panneaux cellulaires pour effectuer des rentrées contrôlées. Cependant, Longue Marche 5B n'a pas encore démontré ces capacités.
Le choix d'une rentrée non contrôlée semble aussi reposer sur le fait que de toute façon, seule une infime minorité des terres émergées, elles-mêmes ne constituant qu'un quart de la surface terrestre, n'est habitée, ce qui rend la possibilité de dommages improbable. Cependant, des débris de la fusée lancée en mai 2020 retombent bel et bien au sol, en Côte d'Ivoire,. Certains scientifiques craignent que cette attitude laxiste partagée par de nombreux pays puisse finalement entraîner des victimes.
En réponse aux critiques, la CNSA a affirmé avoir pris des mesures pour garantir des rentrées en toute sécurité. Xu Yansong, ancien directeur de la coopération internationale à la CNSA, a déclaré au public lors de la diffusion en direct de la CNSA pour 5B-Y3 que le processus de rentrée a été amélioré grâce au « processus de passivation » (chinois : 钝化处理), et que l'étage central a été spécialement conçu avec des matériaux plus légers afin que la grande majorité des composants soient brûlés lors de la rentrée,. Avant le lancement du 5B-Y4, Liu Bing, directeur-concepteur adjoint du programme Longue Marche 5B, a déclaré aux journalistes qu'« une évaluation approfondie » avait été effectuée sur la 5B pour permettre une rentrée en toute sécurité, mais aucun détail concernant la procédure de réentrée améliorée n'a été révélé.
Les étages des lancements 5B-Y2, 5B-Y3 et 5B-Y4 finissent dans l'océan,.

## Liste des vols

### Lancements passés
| Vol no | Date de lancement (UTC) | Base de lancement | Modèle | Charge(s) utile(s)                                                               | Orbite      | Résultat | Remarques |
| ------ | ----------------------- | ----------------- | ------ | -------------------------------------------------------------------------------- | ----------- | -------- | --- |
| Y1     | 3 novembre 2016         | Wenchang, ZL-101  | 5      | Shijian 17, satellite de télécommunication                                       | GEO         | Succès   | |
| Y2     | 2 juillet 2017          | Wenchang, ZL-101  | 5      | Shijian 18, satellite de télécommunication                                       | GTO         | Échec    | Défaillance technique d'un des moteurs-fusées du premier étage du lanceur. |
| Y3     | 27 décembre 2019        | Wenchang, ZL-101  | 5      | Shijian 20, satellite de télécommunication                                       | GTO         | Succès   | |
| 5B-Y1  | 5 mai 2020              | Wenchang, ZL-101  | 5B     | Vaisseau spatial habité de nouvelle génération                                   | LEO         | Succès   | Premier vol de la CZ-5B. L'étage central se désintègre au-dessus de l'Océan Atlantique mais des débris tombent en Côte d'Ivoire.                                                                                   |
| Y4     | 23 juillet 2020         | Wenchang, ZL-101  | 5      | Tianwen-1, sonde martienne, atterrisseur, orbiteur et rover                      | TMI         | Succès   | |
| Y5     | 23 novembre 2020        | Wenchang, ZL-101  | 5      | Chang'e 5, sonde lunaire de retour d'échantillons                                | TLI         | Succès   | |
| 5B-Y2  | 29 avril 2021           | Wenchang, ZL-101  | 5B     | Tianhe, module central de la Station spatiale chinoise                           | LEO         | Succès   | L'étage central se désintègre au-dessus de l'Océan Indien sans faire de dégât. |
| 5B-Y3  | 24 juillet 2022         | Wenchang, ZL-101  | 5B     | Wentian, 1er module expérimental de la station spatiale chinoise                 | LEO         | Succès   | Les débris de l'étage central ont chuté en mer de Sulu. |
| 5B-Y4  | 31 octobre 2022         | Wenchang, ZL-101  | 5B     | Mengtian, 2d module expérimental de la future station spatiale chinoise          | LEO         | Succès   | Une partie des débris devrait chuter dans une zone couvrant l'Amérique centrale, les États-Unis, l'océan Atlantique Nord, le bassin méditerranéen, l'Afrique, l'Arabie, l'océan Indien et l'Océanie.               |
| Y6     | 15 décembre 2023        | Wenchang, ZL-101  | 5      | Yaogan 41, satellite de reconnaissance militaire                                 | GSO         | Succès   | Satellite estimé comme essentiellement destiné à l'observation optique. |
| Y7     | 23 février 2024         | Wenchang, ZL-101  | 5      | TJS 11, satellite de communication militaire                                     | GEO         | Succès   | |
| 5B-Y6  | 16 décembre 2024        | Wenchang, ZL-101  | 5      | 10 x Guowang (SatNet LEO Group 01), constellation de satellites de communication | LEO polaire | Succès   | Premier lancement de la mégaconstellation nationale chinoise. Le lanceur CZ-5B est équipé d'un étage supérieur Yuanzheng-2 (en), évitant la satellisation puis la rentrée incontrôlée de son énorme premier étage. |

### Lancements prévus
| Vol no | Date | Version | Site de lancement | Charge utile                                                     | Orbite                | Résultat |
| ------ | ---- | ------- | ----------------- | ---------------------------------------------------------------- | --------------------- | -------- |
| 5B-Y5  | 2023 | 5B      | Wenchang, ZL-101  | Xuntian, grand télescope spatial de la station spatiale Tiangong | LEO                   | Prévu    |
|        | 2024 | 5       | Wenchang, ZL-101  | Chang'e 6, sonde lunaire de retour d'échantillons                | TLI                   | Prévu    |
|        | 2024 | 5       | Wenchang, ZL-101  | Chang'e 7, mission d'exploration de l'Antarctique lunaire        | TLI                   | Prévu    |
|        | 2027 | 5       | Wenchang, ZL-101  | Chang'e 8                                                        | TLI                   | Prévu    |
|        | 2029 | 5       | Wenchang, ZL-101  | Tianwen 4, orbiteur de Jupiter                                   | Orbite héliocentrique | Prévu    |